# Stazione di Shin-Takaoka
La stazione di Shin-Takaoka (新高岡駅?, Shin-Takaoka-eki) è una stazione ferroviaria in costruzione nella città di Takaoka della prefettura di Toyama della regione dell'Hokuriku, in Giappone. La stazione permetterà ai treni Hokuriku Shinkansen di servire la città di Takaoka dal 2015. Contestualmente verrà realizzata una fermata per la linea Jōhana (preesistente) che permetterà l'interscambio con le linee regionali.

## Linee e servizi

### Linee in costruzione
East Japan Railway Company
 Hokuriku Shinkansen (nuova linea e fermata in realizzazione)
 JR West
■ Linea Jōhana (linea già esistente, fermata in realizzazione)

## Stazioni adiacenti
| «                          | Servizio                   | »                          |
| Hokuriku Shinkansen (2015) | Hokuriku Shinkansen (2015) | Hokuriku Shinkansen (2015) |
| -------------------------- | -------------------------- | -------------------------- |
| Toyama                     | -                          | Kanazawa                   |
| Linea Jōhana               |                            |                            |
| Nagaya                     | Locale                     | Shitayama                  |

## Intorno alla stazione
- Zuiryu-ji (瑞龍寺)
- ÆON MALL TAKAOKA (イオンモール高岡)

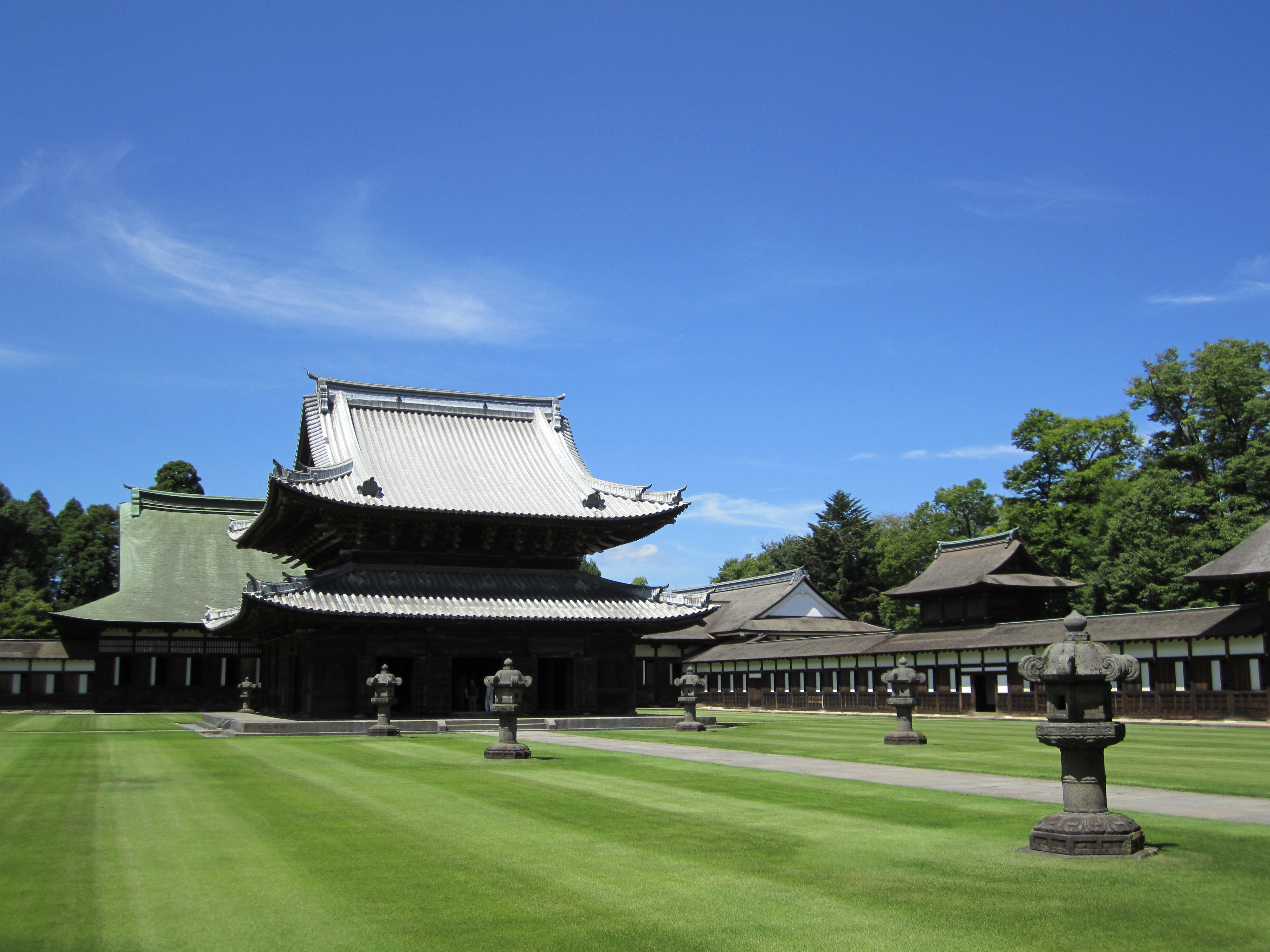
Zuiryu-ji
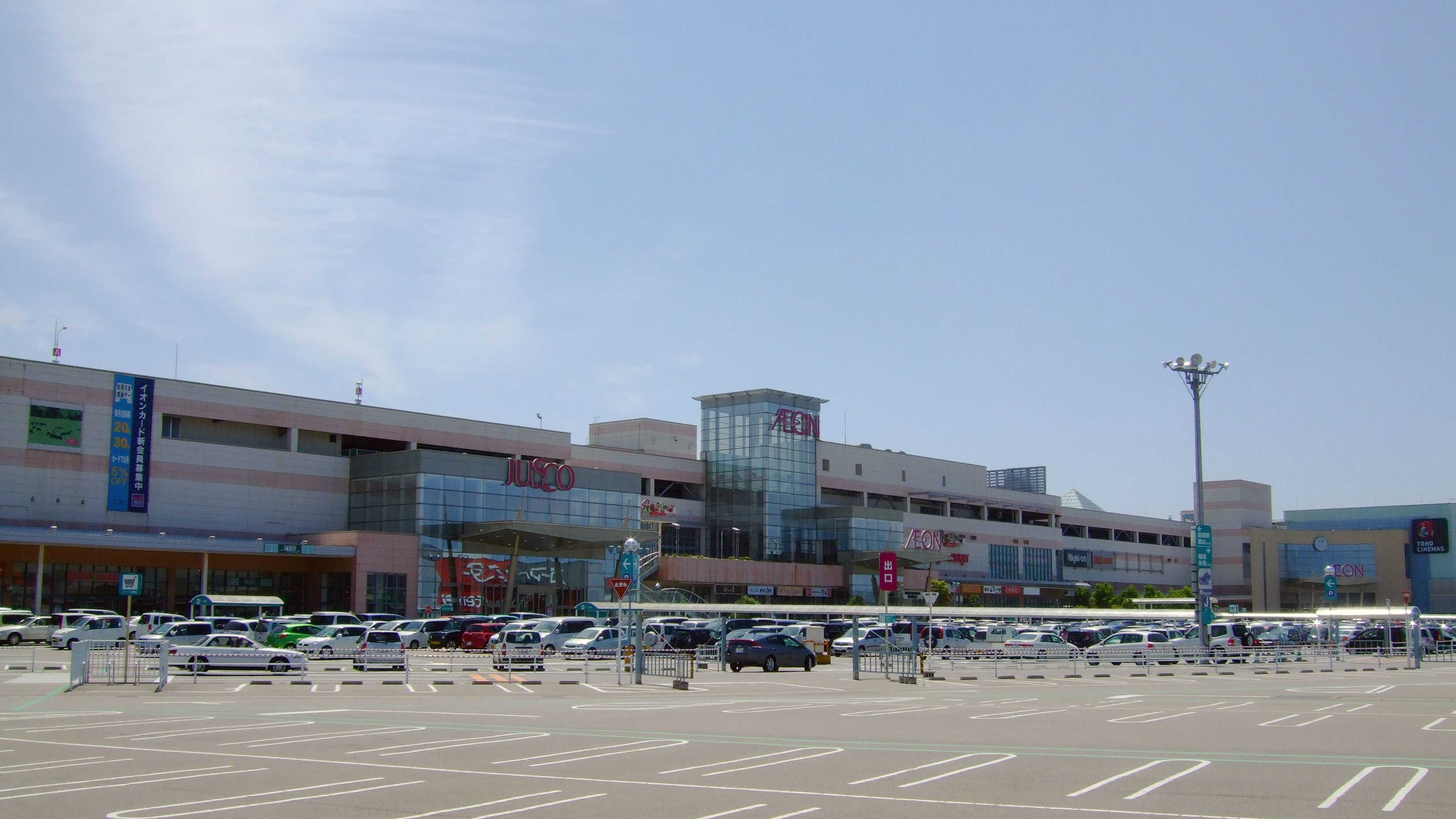
ÆON MALL TAKAOKA